# Granito verde ubatuba

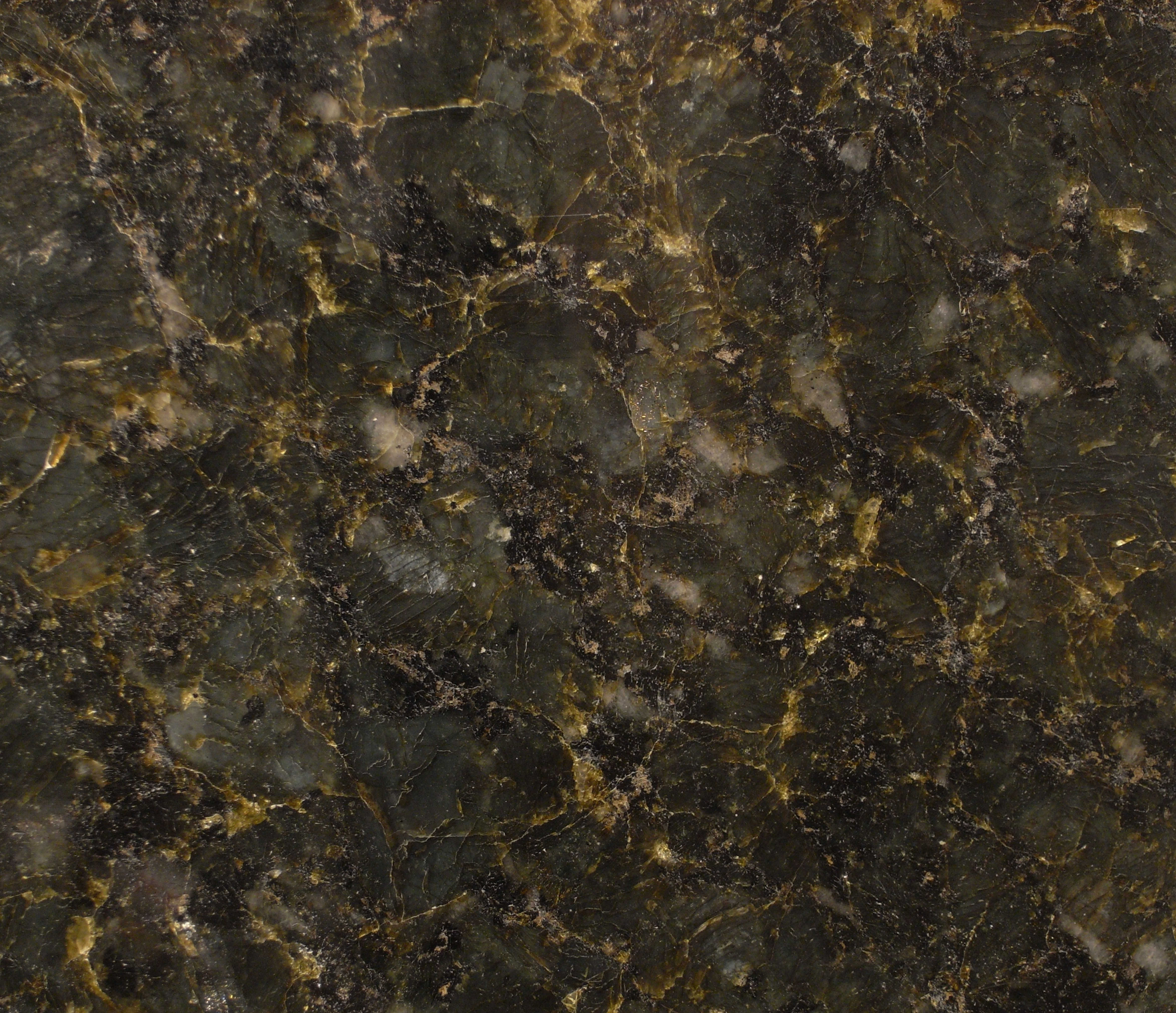
Granito verde ubatuba, polido (tamanho 12x10 cm)

Granito verde ubatuba é o nome comercial de um charnockito brasileiro, embora muitas vezes seja vendido como granito. É originário da região de Ubatuba, no Brasil, onde faz parte do Cinturão Ribeira neoproterozóico. Como o próprio nome indica, é de cor verde, verde escuro e quase preto quando visto com pouca luz. Contém grandes fenocristais (10 cm) de feldspato alcalino. É amplamente utilizado em construção civil, reformas residenciais e paisagismo.